# Limodorum trabutianum
Limodorum trabutianum là một loài thực vật có hoa trong họ Lan. Loài này được Batt. mô tả khoa học đầu tiên năm 1886.